# ピエール・デルヴォー
ピエール・デルヴォー（Pierre Dervaux, 1917年1月3日 ジュヴィシ＝シュ＝ロールズ - 1992年2月20日 マルセイユ）は、20世紀フランスの指揮者。

## 略歴
1945年に パドルー管弦楽団を指揮して初の公開演奏を行う。1947年にオペラ＝コミック座の指揮者に任命され、1953年まで務める。1956年から1972年までパリ・オペラ座の常任指揮者、1968年から1975年までケベック交響楽団の芸術監督ならびに音楽監督。1971年にはロレーヌ国立管弦楽団の首席指揮者に就任。1979年から1982年までニース・フィルハーモニー管弦楽団の首席指揮者に就任。1964年から1986年までエコールノルマル音楽院の教授を務める傍ら、1965年から1972年までモントリオール音楽院の教授も兼任した。門下に、ジャン＝クロード・カサドシュ、シルヴァン・カンブルラン、ドミニク・ルイツ、ジョルジュ・アペルギス、ジャン＝ピエール・ヴァレーズ、松尾葉子らがいる。
フランス音楽の偉大な擁護者として、幅広い録音活動を通じてダンディやピエルネの作品が普及するのに貢献した。ニュー・フィルハーモニア管弦楽団を指揮してヴァイオリニストのウルフ・ヘルシャーと共演したサン＝サーンスのヴァイオリン協奏曲の全曲録音は、名盤として知られる。また自らも作曲家として、2つの交響曲や2つの協奏曲のほか、いくつかの室内楽曲を遺した。レジオンドヌール勲章など、数々の賞を授与されている。